# Witsenia maura
Witsenia maura (L.) Thunb. – gatunek roślin należący do monotypowego rodzaju Witsenia Thunb. z rodziny kosaćcowatych (Iridaceae), występujący w południowo-zachodnim Kraju Przylądkowym w Południowej Afryce, na wschód od Gór Długich.

## Morfologia

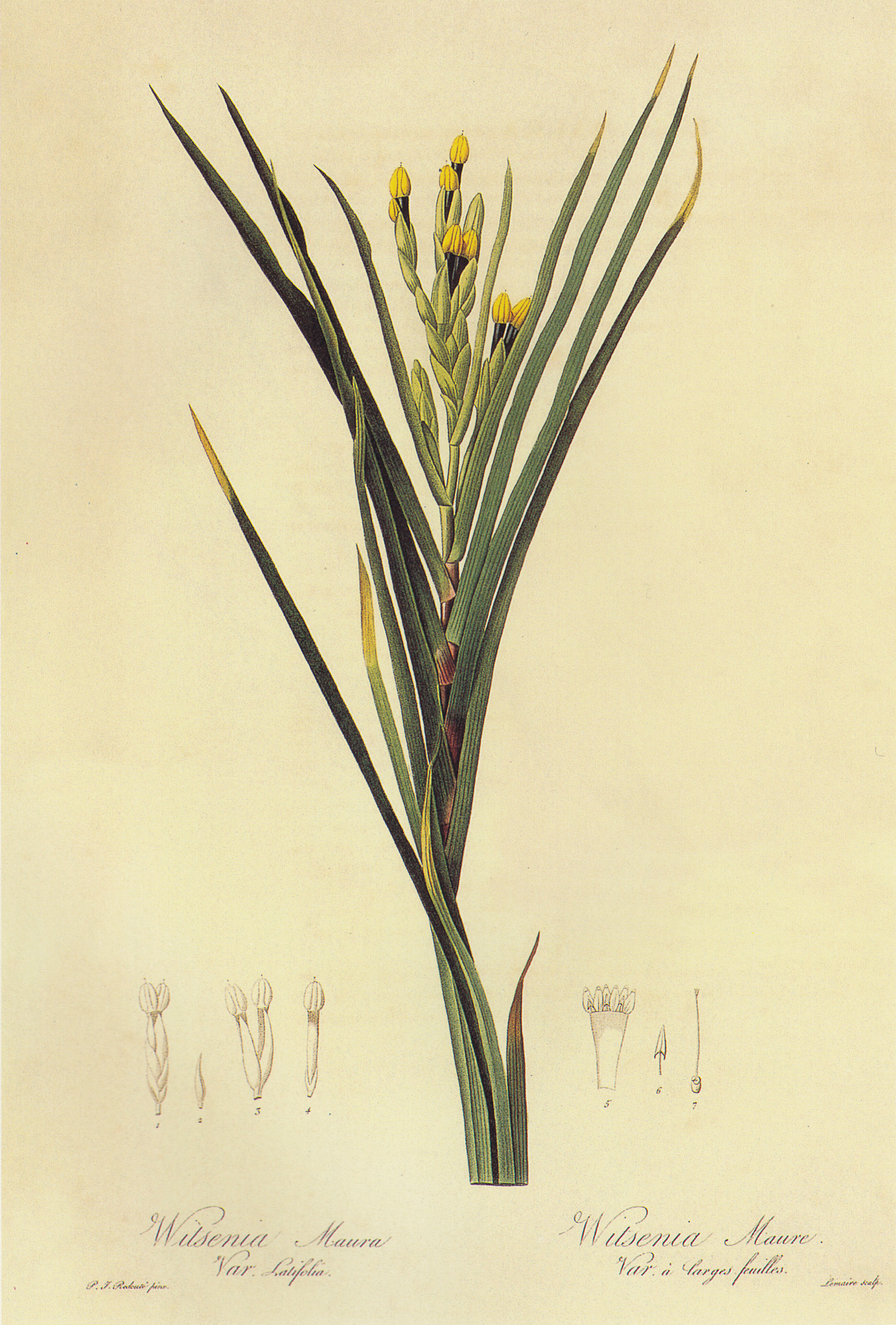
Budowa W. maura

PokrójWieloletnie, wiecznie zielone krzewy o wysokości do 13 m, wzniesione lub rozłożyste.
PędyPodziemny, zdrewniały kaudeks. Pędy naziemne z rzadka rozgałęzione, w dolnej części spłaszczone i zdrewniałe, o średnicy 10–15 mm, powyżej zaokrąglone, o średnicy 35 mm, z wyraźnie widocznymi bliznami liściowymi.
LiścieWąskolancetowate o długości 10–15 cm i szerokości 4–7 mm, ciemnozielone, u nasady tworzące pochwę liściową zamkniętą na około 1 mm, skupione wierzchołkowo, bez żyłki centralnej, żyjące ponad rok. Brzegi blaszki wąsko hialinowe.
KwiatyKwiaty zebrane w pseudowiechę z krótkimi bocznymi odgałęzieniami. Poszczególne kwiaty ułożone w parach w od 4 do 8 dwurzędek, wyrastających na krótkiej szypułce, wspartych od 3 do 5 dużymi i łykowatymi podsadkami o długości 3,5 cm. Kwiaty siedzące, promieniste, rurkowate. Listki okwiatu w dolnej części zrośnięte w rurkę o długości 50–55 mm, która w dolnej połowie jest wąskocylindryczna, o szerokości 3 mm, bladozielona i otoczona przez podsadki, wypełniona nektarem, a powyżej szersza, o szerokości 6 mm, ciemnozielona do czarniawej; w górnej części wolne, pazurkowate, lancetowate, o długości ok. 2,5 cm, w dolnej połowie czarniawe, zewnętrzne w górnej połowie gęsto omszone i żółte, wewnętrzne zakryte przez zewnętrzne i bladozielone, jedynie wierzchołkowo odsłonięte, żółte i omszone. Nitki pręcików o długości ok. 10 mm, osadzone u nasady zewnętrznych listków okwiatu, płaskie i szerokie u nasady, zaostrzające się wierzchołkowo. Główki pręcików podługowato-równowąskie, o długości 56 mm, przylegające do wewnętrznej powierzchni zewnętrznych listków okwiatu, żółte. Pyłek żółty. Zalążnia mniej więcej kulista, o długości 2,5 mm, zwykle dwuzalążkowa w każdej komorze. Szyjka słupka nitkowata, wyrastająca na 2–3 mm powyżej okwiatu, bardzo drobno trójsieczna, łatki o długości 0,5 mm.
OwoceDrewniejące torebki o długości 9–12 mm i szerokości 5 mm w najszerszym miejscu, z haczykowatym wyrostkiem. Nasiona tarczowate, spłaszczone, nieregularnie pomarszczone, o długości 6–7 mm i szerokości 2–2,5 mm.

## Biologia

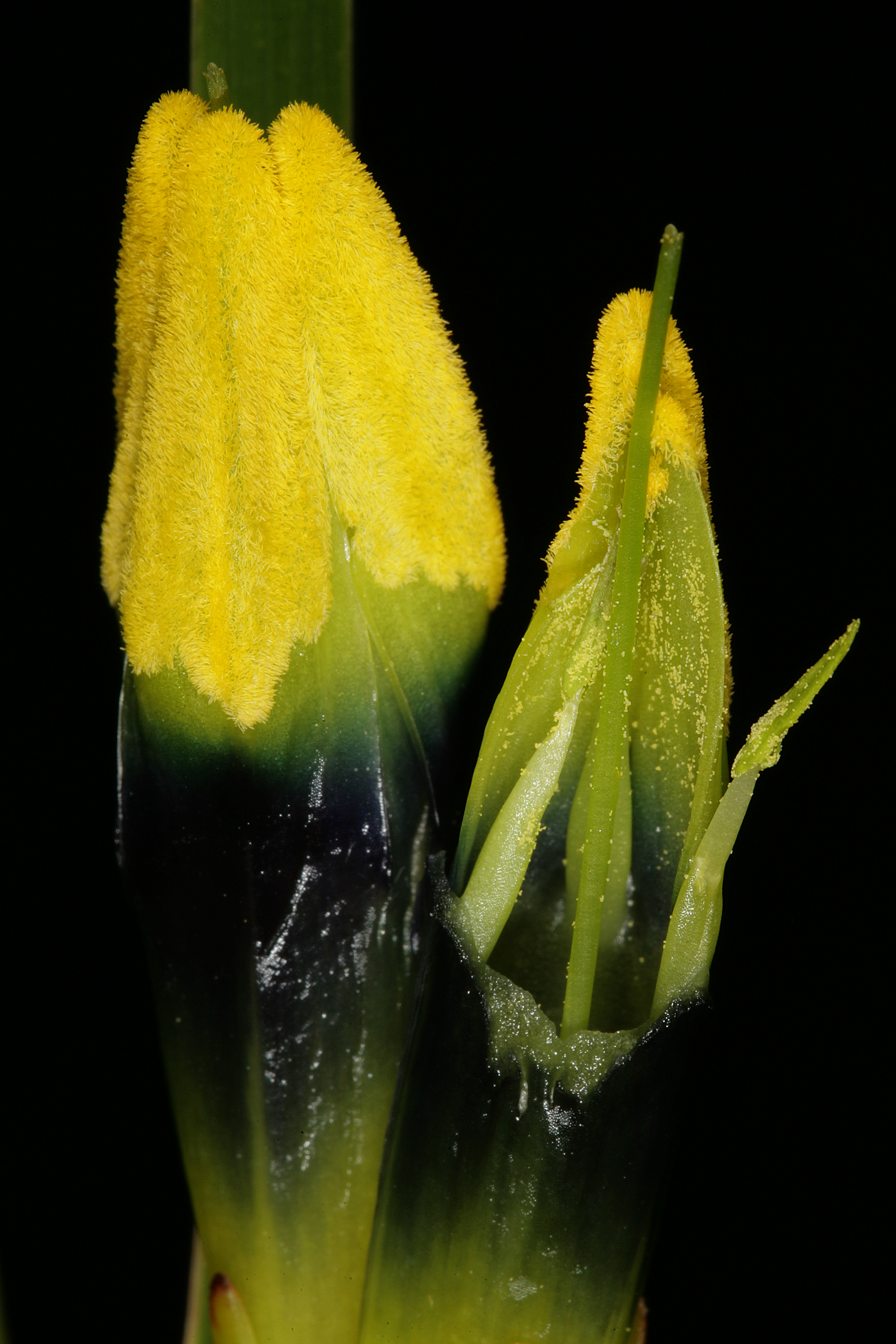
Kwiaty W. maura

RozwójKwiaty w okresie kwitnienia pozostają zamknięte. Rośliny są zapylane przez nektarniki. Każdy kwiat mieści do 0,9 ml nektaru, który zawiera od 11% do 13% cukrów (w tym ok. 55% glukozy, ok. 45% fruktozy i niewielką domieszkę sacharozy). Duże, twarde podsadki i przysadki ściśle otaczające dolną część rurki okwiatu, w której mieści się nektar, chronią go przed rabunkiem od zewnątrz.
SiedliskoNizinne bagna i wysięki wodne, na niskich wysokościach.
GenetykaLiczba chromosomów 2n = 32.

## Systematyka
Gatunek z monotypowego rodzaju Witsenia z podrodziny Nivenioideae z rodziny kosaćcowatych (Iridaceae).

## Nazewnictwo
Etymologia nazwy naukowejNazwa naukowa rodzaju została nadana na cześć Nicholasa Witsena, członka rady miejskiej Amsterdamu w latach 70. XVIII wieku, patrona botaniki i nauki, który zachęcał i wspierał Carla Thunberga w jego podróżach i badaniach botanicznych, w tym w jego podróży do Japonii w latach 1775-1776. Epitet gatunkowy pochodzi bądź od greckiego słowa μαυρος (mauros – czarny) i odnosi się do ciemnozielonej rurki okwiatu przechodzącej w niektórych przypadkach prawie do czerni, bądź odnosi się do podobieństwa żółtych listków okwiatu do turbanu noszonego w przeszłości przez Żydów w Afryce Północnej (maurus po łacinie oznacza mauretański).
Synonimy nomenklaturowe
- (bazonim) Antholyza maura L., Mant. Pl. 2: 175 (1771)
- Ixia disticha Lam., Encycl. 3: 333 (1789), nom. superfl.

Synonimy taksonomiczne
- Witsenia tomentosa Salisb., Trans. Hort. Soc. London 1: 312 (1812), nom. nud.